# Distrito Escolar Independiente de Frisco

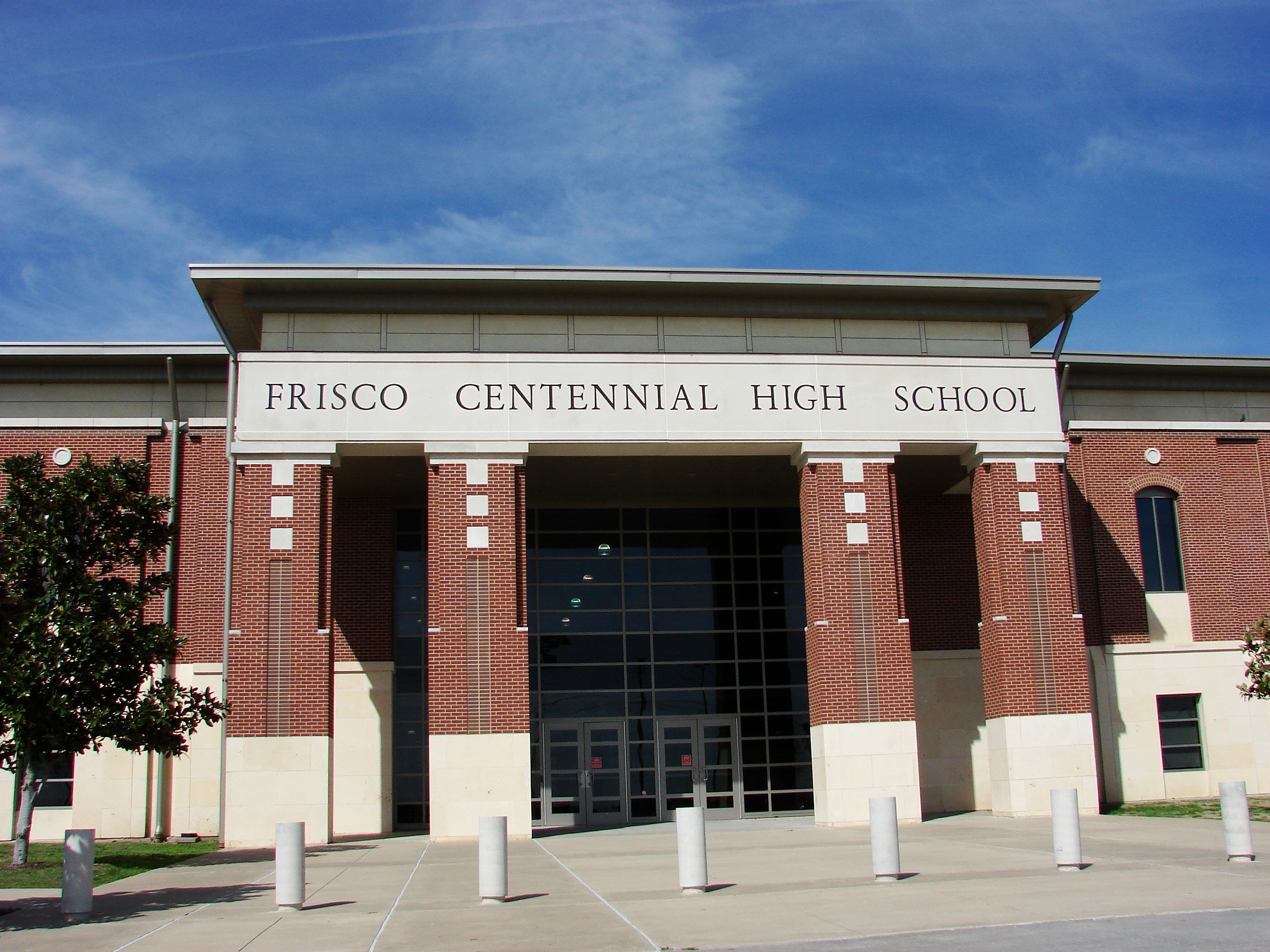
Frisco Centennial High School

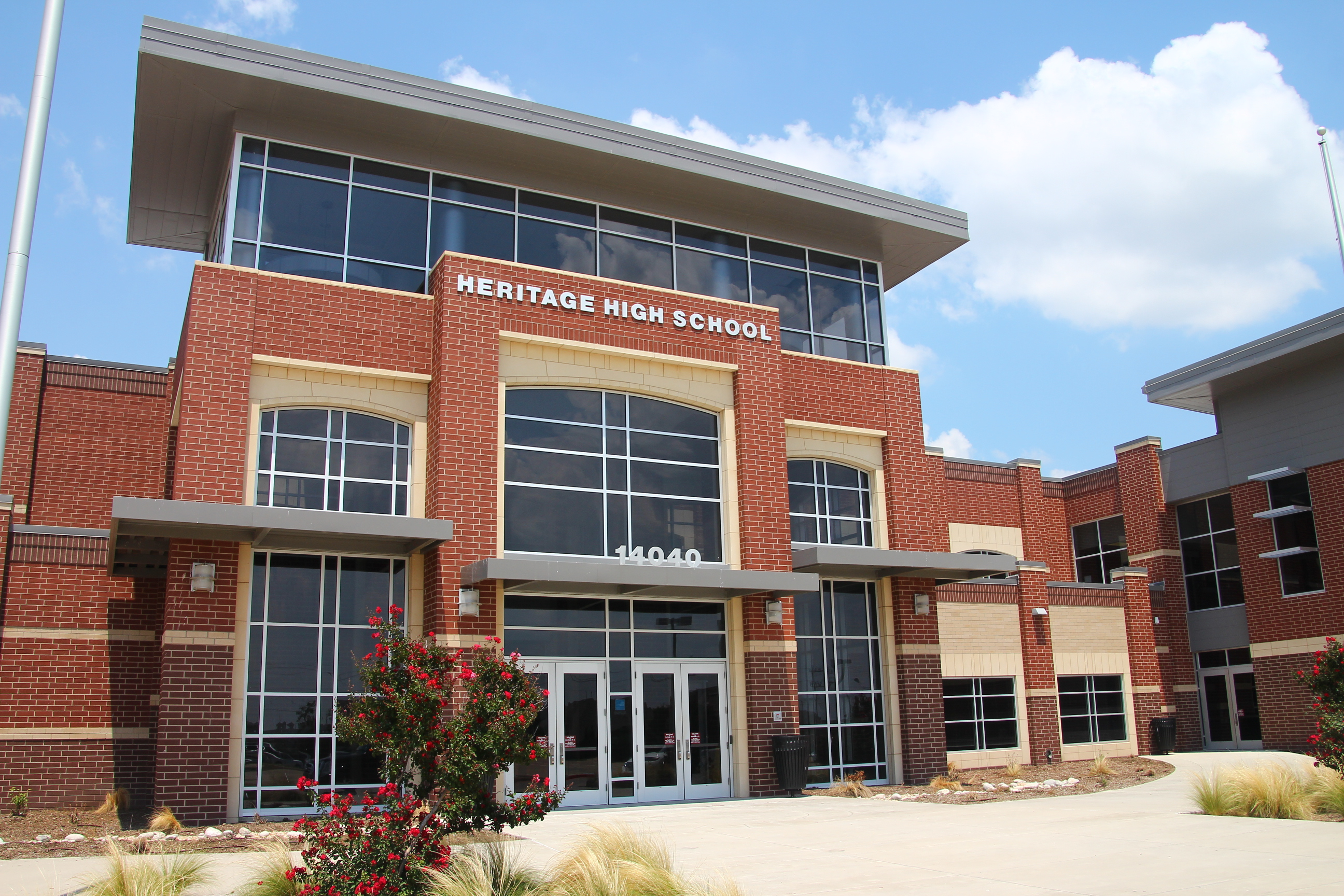
Heritage High School

Distrito Escolar Independiente de Frisco (Frisco Independent School District, FISD) es un distrito escolar de Texas. Tiene su sede en Frisco.
Frisco ISD, que sirven la mayoría de la Ciudad de Frisco y partes de Little Elm, Plano, y McKinney, tiene un superficie de 75 millas cuadradas en los condados de Collin y Denton. Tiene más de 50.000 estudiantes. Gestina 38 escuelas primarias, 15 escuelas medias, 8 escuelas preparatorias (high schools) y tres escuelas de programas especiales.